# フランスの音楽専門教育
フランスの音楽専門教育は、その多くがコンセルヴァトワールや音楽院と呼ばれる実践教育を中心とした教育機関にて行われており、教養教育は大学や研究センターで行われている。また、音楽院は、一般の教育機関における教育や大学のそれに比べ、専門課程が複雑に階層化され、研修や遠征など多くのプログラムが用意されている。
フランス国内に、子供の音楽基礎教育から高等音楽院の準備クラスのプログラムを受講できる地方音楽院が約400校あり、国家資格を取得できる高等音楽院 (音楽大学)が12校ある。一部、私立の音楽院が存在する他は、行政の運営する公立の音楽院が多くを占めている。なお、音楽院が、舞踊や演劇といった他の芸術分野と共に組織されている場合があり、その際には、音楽院ではなく、音楽・舞踊学校、音楽・演劇学校、音楽・舞踊・演劇学校と呼ぶ場合がある。
フランスにおける音楽の教育機関には、二つの省が大きく関わっており、作曲や器楽演奏などの音楽実践の分野には文化省が、音楽学などの研究や音楽教育などの分野には国民教育省が携わっている。また、軍楽隊の分野に関しては、国防省が携わっている。

## 音楽院の概要
フランスの音楽院には様々な修了資格が存在し、国際的に共通と見なされる学士・修士・博士の国家資格と、その位置づけにおいて齟齬を来す場合がある。欧州間での交換留学をより活性化するために、2010年には、欧州各国の音楽大学との教育課程の単位、国家資格の互換を達成させると言われているが（ボローニャプロセス、そのためには、フランスの音楽専門課程、国家資格(ディプロム)の特殊性を、他の諸国における専門課程に対して適応させる必要があった。
パリ、リヨンの両国立高等音楽院における専門教育の第一義は、国内外の様々なコンクールに耐えうる明日の音楽家育成とされる。発祥来、国立高等音楽院は、少数精鋭の専門教育機関として、国内の数多の音楽学校の中で構造的差異を保持してきた。その国立高等音楽院の国家資格は現在、移行期にあり、二種類の国家資格が平行して存在した。以前から存在するパリの国家専門資格 (DFS, diplôme de formation supérieure) 並びにリヨンの国家音楽高等資格 (DNESM, diplôme national d'etudes supérieures Musicales) は、各々バカロレア+4年に相当するが、2007年から導入された、両校共通の新しい国家高等資格 (DNS, Diplôme National Supérieur) は、バカロレア+3年とされた。DFS、DNSの次の課程として両校に存在する上級課程 (perfectionnement) で得られる資格は、国内で他に相当する国家資格が存在しないが、この2校においてのみ授与される資格であった。2008年、パリ・リヨンの両国立高等音楽院は、ボローニャ宣言、ボローニャプロセスに基づき、欧州単位互換制度の学士（3年）、修士（2年）に相当する、第一課程 (Bac+3)、第二課程 (Bac+5) 、第三課程（Bac+8）が設置されている。
国立高等音楽院の国家資格が大学の学士、修士と同等とされることで浮上する問題が、地域圏立以下の行政管轄音楽院の国家資格の扱いであった。地域圏立音楽院の前身である国立地方音楽院 (CNR) の時代のDEM、ならびに、その上級課程 (perfectionnement) において首席を取ることで得られたDEMSの両国家資格は、フランス国内では通用したが、国外では、音楽大学相当と見なされてこなかった。行政の管轄する音楽学校として国内に300校以上ある音楽院の内、優秀な教育者や音楽家を有し、実績を持つ一部の音楽院においては、高等教育機関としての認定を獲得すべく、フランス政府と地方自治体との間で長年制度改革が行われていた。
2020年1月、 フランス文化省は、近年の音楽大学法人制度の改革論議の高まりを受け、世界のトップ音楽大学と競い、世界最高水準の音楽教育を実現するため、けん引役となる音楽院を育てる枠組みとして、高等音楽教育機関として国家資格を交付できる音楽院を、フランス国内の12校に指定すると発表した (Code de l’éducation, article 9)。指定高等音楽院は、規制緩和の対象となり、機動的で柔軟な経営、資金調達を可能にする仕組みやガバナンス、パートナーシップ協定、学生定員の在り方等の経営裁量が広がる。また、フランス国立芸術創造協会(ANESCAS)を設立し、国内トップの音楽・舞踊・演劇学校18校による学術連携ネットワークが発足した。

## 高等教育課程 (音楽大学)

### 第一課程 (Bac+3)
フランス文化省より、大学の学士課程に相当する第一課程は、以下の12校に指定された (2020年, Code de L’éducation, Article 9) 。第一課程修了者には、大学卒業資格である国家音楽家専門資格(Licence DNSPM; Diplôme National Supérieur Professionnel de musicien)が授与される。海外留学制度や、国立大学との単位互換による音楽学学士号(licence de musicologie)、教員免許、提携大学とのダブルディグリーが取得可能である。
　文化省指定国立音楽大学法人 (高等音楽院);
- パリ国立高等音楽舞踊学校 : Conservatoire national supérieur de musique et de danse de Paris (CNSMD de Paris);
- リヨン国立高等音楽舞踊学校 :Conservatoire national supérieur de musique et de danse de Lyon (CNSMD de Lyon);
- ブルゴーニュ高等音楽学校 : École supérieure de musique Bourgogne Franche-Comté (ESM, Dijon);
- リール高等音楽舞踊学校 : École supérieure musique et danse Hauts-de-France (ESMD, Lille);
- ストラスブール高等芸術学校 : Haute École des arts du Rhin (HEAR, Strasbourg);
- プロヴァンス高等音楽教育学院 : Institut d’enseignement supérieur de la musique Europe et Méditerranée (ISEM, Aix-en-Provence);
- トゥールーズ高等芸術学院 : Institut supérieur des arts de Toulouse (L'isdaT, Toulouse);
- パリ・ブローニュ＝ビヤンクール高等芸術教育センター: Pôle supérieur d'enseignement artistique Paris Boulogne-Billancourt (PSPBB, Paris, Boulogne-Billancourt);
- ボルドー高等音楽舞踊教育センター: Pôle d'enseignement supérieur de musique et de danse Bordeaux Nouvelle-Aquitaine (PESMD, Bordeaux);
- ブルターニュ高等舞台芸術教育センター: Pôle d'enseignement supérieur spectacle vivant Bretagne (Pont Supérieur, Rennes);
- セーヌ＝サン＝ドニ高等芸術教育センター: Pôle supérieur d'enseignement artistique - Seine-Saint-Denis (Pôle Sup'93);
- ポワティエ高等音楽舞踊学術センター: Centre d'études supérieures de musique et de danse de Nouvelle-Aquitaine (Pôle Aliénor, Poitiers);

### 第二・第三課程 (Bac+5 / Bac+8)
2020年文化省より、修士課程に相当する第二課程(Grade de Master)、博士課程に相当する第三課程 (Doctorat) は、以下の2校に指定されている (Code de L’éducation, Article 9) 。
- パリ国立高等音楽舞踊学校
- リヨン国立高等音楽舞踊学校

## フランス音楽教育機関の形態

### 行政による実践教育機関
2020年1月現在、国の管轄下に置かれる高等音楽院が12校、地方自治体が管轄する音楽院は約400校が設置されている。
国立高等音楽院 (CNSM, Conservatoire national supérieur de musique)
フランス国内に2校（パリ国立高等音楽舞踊学校、リヨン国立高等音楽舞踊学校）存在する、フランス文化省直属の行政的公施設法人の国立の音楽大学である。共に舞踊科を有するため、国立高等音楽・舞踊学校とも呼ばれる。国立大学との単位互換制度、海外留学制度、国家音楽家専門資格(学士、修士、博士号)の学位が取得可能である。2020年には、文化省及び県都の共同運営による国立指定高等音楽院 (École Sup, Pôle Sup, Institut Sup)が新たに10校設置され、国の管轄下に置かれる高等音楽院は国内に計12校存在する。
地域圏立音楽院 (CRR, Conservatoires à rayonnement régional)
地域圏立音楽院は国内と海外地域圏におよび、41校存在する。地方自治体により運営されている音楽院である。地方音楽院と呼ばれる場合が多い。
県立音楽院 (CRD, Conservatoires à rayonnement départemental)
県立音楽院は95の県におよび、105校存在する。地方自治体により運営されている音楽院である。
コミューン立音楽院(CRC, Conservatoires à rayonnement communal ou intercommunal)
コミューン立音楽院は国家全般におよび、245校存在する。コミューンの概念が広範に渡るため、便宜上、市立音楽院、区立音楽院と訳を分けることがある。
それに加え、以下が存在する。
陸軍軍楽音楽院（ヴェルサイユ、CMMAT）www.cmmat.info
軍楽隊養成のための、フランス軍事省の管轄機関。

### 私立の音楽学校
- パリ ・エコールノルマル音楽院 (ENMP) -
- スコラ・カントルム -
- パリ国際音楽院 (CIMP) -

など

## 主な音楽教育機関
フランス共和国にて音楽教育において音楽教育機関と認定されている主な機関。

### 音楽実践
2020年1月現在、専門的に音楽実践を学ぶことのできる音楽教育機関として認定されている施設。
文化省指定国立高等音楽大学法人(12校);
- パリ国立高等音楽・舞踊学校 (CNSMD de Paris)
- リヨン国立高等音楽・舞踊学校 (CNSMD de Lyon)
- ブルゴーニュ高等音楽学校  (ESM, Dijon)
- リール高等音楽舞踊学校  (ESMD, Lille)
- トゥールーズ高等芸術学院 (L'isdaT)
- プロヴァンス高等音楽教育学院 (ISEM)
- ストラスブール高等芸術学校 (HEAR, Strasbourg)
- パリ・ブローニュ＝ビヤンクール高等芸術舞踊教育センター (PSPBB)
- セーヌ＝サン＝ドニ高等芸術舞踊教育センター (Pôle Sup 93)
- ボルドー高等音楽舞踊教育センター(PESMD)
- ブルターニュ高等音楽舞踊教育センター (Le Pont Supérieur)
- ポワティエ高等音楽舞踊学術センター(Pôle Aliénor)

地方自治体による専門音楽教育
- パリ地方音楽院 (CRR de Paris)
- ブローニュ=ビヤンクール地方音楽院 (CRR de Boulogne-Billancourt)
- リヨン地方音楽院 (CRR de Lyon)
- ディジョン地方音楽院 (CRR de Dijon)
- リュエイユ・マルメゾン地方音楽院（CRR Rueil-Malmaison)
- サン・モール・デ・フォッセ地方音楽院 (CRR de Saint-maur-dess-Fossés)
- トゥールーズ地方音楽院 (CRR de Toulouse)
- リール地方音楽院 (CRR de Lille)
- ボルドー地方音楽院 (CRR de Bordeaux)
- ナント地方音楽院 (CRR de Nantes)
- ストラスブール地方音楽院 (CRR de Strasbourg)
- トゥールーズ高等音楽・舞踊研究センター (CESMD) （合唱・演劇専門ライセンス：CESMDT）
- ポワティエ大学（合唱指導および文化活動専門ライセンス）
- コルシカ大学（コルシカ伝統音楽楽団専門指導ライセンス）

### 教員育成
フランスにおいて音楽教育者資格は、Diplôme d'État de professeur de musique (DE)と、Certificat d'aptitude aux fonctions de professeur de musique (CA)の二種類が存在する。
CA資格課程：
- パリ国立高等音楽・舞踊学校 (CNSMDP) 音楽・舞踊教員養成科 (certificat d'aptitude ; CA)
- リヨン国立高等・舞踊学校 (CNSMDL) 音楽・舞踊教員養成科 (certificat d'aptitude ; CA)

DE資格課程：
- 音楽・舞踊教育養成センター (CEFEDEM) - オーバーニュ、ディジョン、トゥールーズ、ボルドー、ナント、メッツ、リール、リヨン、ルーアン、ポワティエ、リュエイユ＝マルメゾン

職業訓練課程（Congé individuel de formation, CIF）：
- パリ・インターミュージックアカデミー (AIMP-pôle formation)

音楽・舞踊教育者養成センター (Centre de formation à l'enseignement de la danse et de la musique) 

全国に11校存在する。
- ディジョン音楽・舞踊教育者養成センター (CEFEDEM) -
- リヨン音楽・舞踊教育者養成センター (CEFEDEM) -
- パリ音楽・舞踊教育者養成センター (CEFEDEM) -

### 音楽研究
音楽史、音楽美学、音楽教育学、音楽理論、音響技術といった、音楽に関係する諸分野の研究に関して教育指導を行う機関および、音楽教育者を育成する機関を挙げる。
- ソルボンヌ大学 (Musique et Musicologie, Paris-Sorbonne) -
- パリ第8大学 (l'U.F.R. Arts, Philosophie et Esthétique de l'Université Paris VIII.) -
- リヨン大学 (Musicologie - Université de Lyon II )
- ブルゴーニュ大学 (Musicologie - Université de Bourgogne)
- ストラスブール大学 (Université de Strasbourg)
- レンヌ大学 (Université de Rennes)
- モンペリエ大学 (Université de Montpellier)
- ポワティエ大学 (Université de Poitiers)
- 国立音響音楽研究所（Institut de recherche et coordination acoustique/musique, IRCAM) www.ircam.fr

## 教育形態
行政の運営する音楽院の教育形態
地方音楽院、県立音楽院、市立音楽院は学期制であり、学年末試験、学年末面接が行われる。地方音楽院、県立音楽院には、音楽専門資格課程が存在し、市立音楽院の第三課程には、子供やアマチュアのための資格課程がある。
- 第一課程
3-5年 (導入課程)
- 第二課程
3-5年
- 第三課程
2-5年
第三課程には2種類の課程があり、そのいずれに進むかによって、取得できるディプロムが、音楽研究資格免状 (CFEM, certificat d'études musicale) と、国家職業指導資格 (DNOP, Diplôme National d'orientation professionnelle) とに分かれる。しかし現在、この職業指導国家資格は準備中であり、依然として多くの学校がDEMの資格を発行している。
- 専門課程（第三専門家進路指導課程）
2-4年
より高度な専門研究を目的としている生徒を指導する課程。現在、この課程を修了した場合、DEMが支給されているが、数年内に、国家専門進路資格 (DNOP, diplome national d'orientation professionnelle) への移行が必要とされている。

また、音楽院によっては、国立高等音楽院や、国外の音楽大学への入学試験準備課程として用意された上級講座 (perfectionnement) も存在する。

## 参考資料
- Olivier Bellamy : l'enseignement supérieur de la musique en France : le grand chambardement, (2004) Encyclopaedia Universalis/Universalia 2004 ISBN 2-85229-331-5
- Association Européenne des Conservatoires: Synopsis du système de formation musicale professionnelle en France
- Isabelle Le Garo : Enseignement supérieur de la musique : adéquation entre politique des CNSMD et marché professionnel? Mémoire de DESS, Arsec - Lyon II
- L'enseignement musical spécialisé en France (1re partie) par Mathieu Alvado
- L'enseignement musical spécialisé en France (2e partie) par Mathieu Alvado
- Ecoutez, c'est très simple par Marc-Olivier Dupin